# Haim Katz

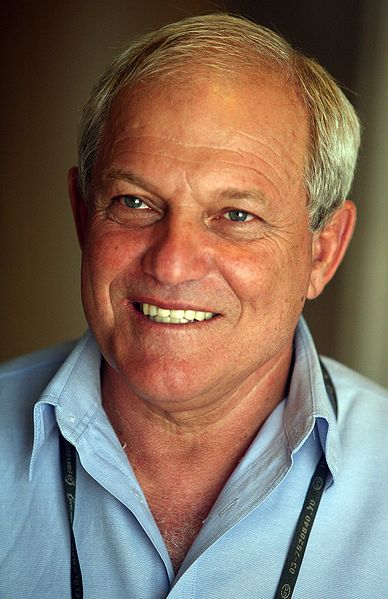
Haim Katz (2010)

Haim Katz (hebräisch חיים כץ, * 21. Dezember 1947 in Deutschland) ist ein israelischer Politiker. Derzeit ist er (nach dem Rückzug von Ben-Gvir aus der Koalition) Minister für Tourismus, Minister für nationale Sicherheit, Minister für Kulturerbe und Minister für die Entwicklung der Peripherie, des Negev und Galiläas. Katz war von 2015 bis 2019 Minister für Arbeit, Wohlfahrt und soziale Dienste und war von 1999 bis 2003 Mitglied der Knesset für die Partei Eine Nation und von 2003 bis 2023 für den Likud.

## Leben
Katz wanderte im Alter von zwei Jahren von Deutschland nach Israel aus. Nach seiner Schulzeit und seiner Militärzeit arbeitete er als Elektrotechniker in Israel. Katz ist verheiratet, hat drei Kinder und wohnt in Schoham.

### Politik
Seit 1999 ist Katz Abgeordneter in der Knesset. Anfangs war er Mitglied in der Partei Am Echad, 2003 wechselte er zur Partei Likud. Katz war seit Mai 2015 Minister für Wohlfahrt und Soziale Dienste im Kabinett Netanjahu IV. Im August 2019 trat Katz von seinem Ministeramt zurück, nachdem gegen ihn Anklage wegen Betrug und Vertrauensbruch erhoben wurde. Im Kabinett Netanjahu VI ist Katz seit 29. Dezember 2022 Tourismusminister.
Anfang Juli 2025 gehörte Katz zu den Unterzeichnern eines Briefes an Ministerpräsident Netanjahu, in dem 14 Minister der Likud-Partei sowie Knesset-Sprecher Amir Ohana die sofortige Annexion des Westjordanlandes forderten.